# Blechnum nesioticum
Blechnum nesioticum là một loài dương xỉ trong họ Blechnaceae. Loài này được K.U.Kramer mô tả khoa học đầu tiên năm 1960.
Danh pháp khoa học của loài này chưa được làm sáng tỏ. 